# Givetien
| Systeem                                 | Serie         | Etage       | Ouderdom (Ma) |
| --------------------------------------- | ------------- | ----------- | ------------- |
| Carboon                                 | Mississippien | Tournaisien | jonger        |
| Devoon                                  | Boven         | Famennien   | 358,9–372,2   |
| Devoon                                  | Boven         | Frasnien    | 372,2–382,7   |
| Devoon                                  | Midden        | Givetien    | 382,7–387,7   |
| Devoon                                  | Midden        | Eifelien    | 387,7–393,3   |
| Devoon                                  | Onder         | Emsien      | 393,3–407,6   |
| Devoon                                  | Onder         | Pragien     | 407,6–410,8   |
| Devoon                                  | Onder         | Lochkovien  | 410,8–419,2   |
| Siluur                                  | Pridoli       | Pridoli     | ouder         |
| Indeling van het Devoon volgens de ICS. |               |             |               |

Het Givetien (Vlaanderen: Givetiaan) is de bovenste etage in het Midden-Devoon, met een ouderdom van 387,7 ± 0,8 tot 382,7 ± 1,6 Ma. Het ligt boven het Eifelien (of Couvinien) boven op het Givetien komt het Frasnien.
Bekend uit deze periode zijn onder andere kalkstenen uit de Eifel en de Ardennen.

## Naamgeving
De naam is afgeleid van het Franse stadje Givet, vlak ten zuiden van het Belgische Dinant. De naam en de etage werden in 1839 vastgelegd door de Belgische stratigraaf Jean d'Omalius d'Halloy.

## Definitie
De basis van het Givetien wordt gedefinieerd door het eerste voorkomen van de conodont Polygnathus hemiansatus. De top wordt gedefinieerd door het eerste voorkomen van de conodont Ancyrodella rotundiloba. De GSSP van het Givetien bevindt zich in de sectie van Jebel Mech Irdane bij Tafilalt in de Anti-Atlas (Marokko).

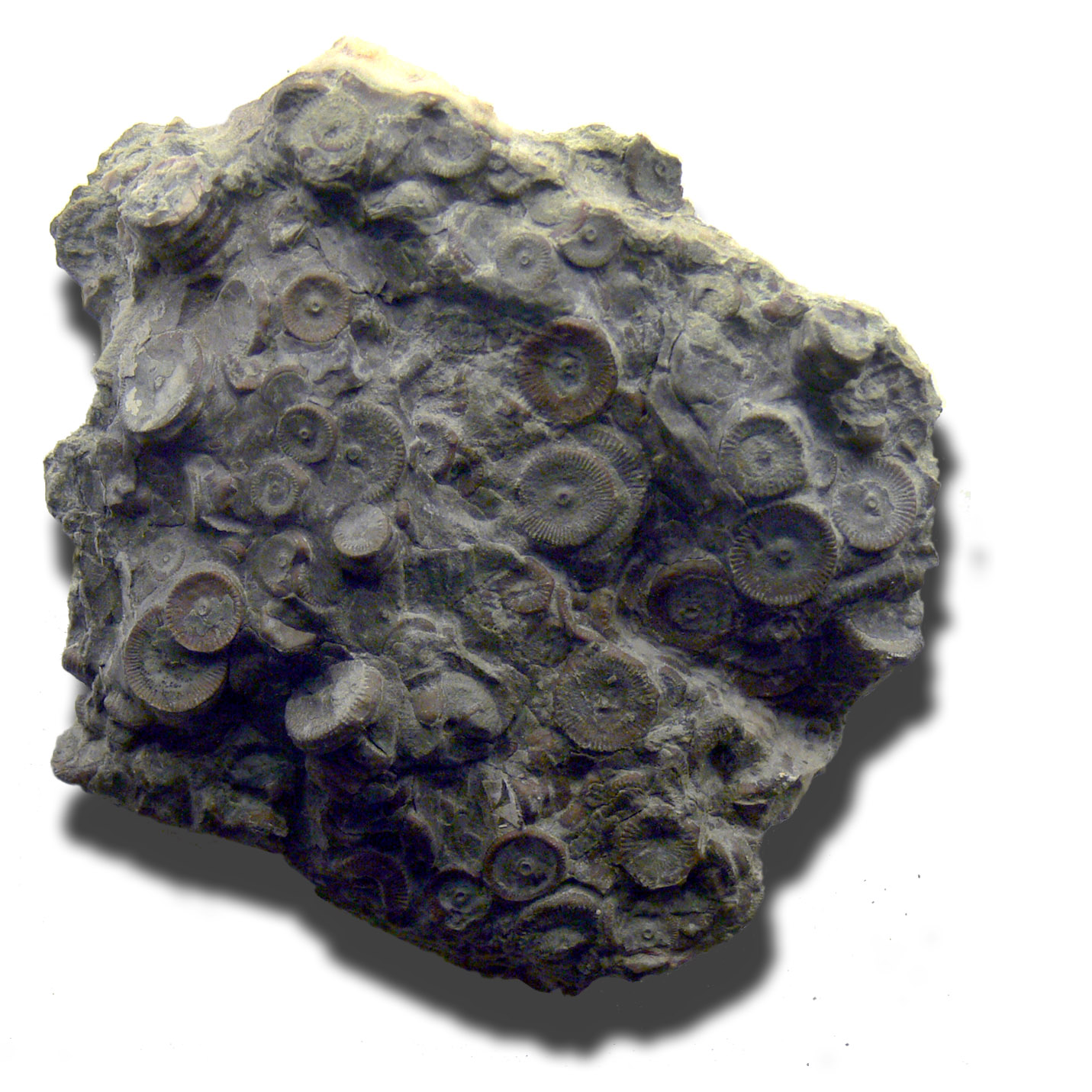
Laudonomphalus regularis
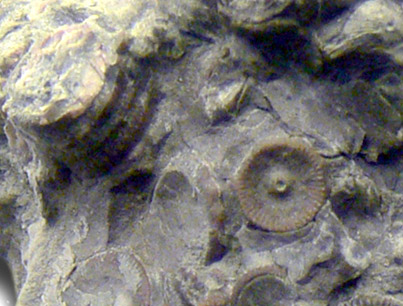
Laudonomphalus regularis